# Île Table
Lîle Table est une île inhabitée de l'archipel arctique canadien au Nunavut. Elle est située dans la baie Norwegian au nord de l'île Devon. Elle est au sud de l'île Cornwall de laquelle elle est séparée par le détroit de Belcher. L'île Ekins est un îlot situé à 4 km au sud-ouest de l'île Table.